# کالوفر
کالوفر شهری در استان پلوودیو کشور بلغارستان است که جمعیت آن در سال ۲۰۰۱ میلادی ۳٬۴۷۵ نفر بوده‌است.